# Nikita Czernow
Nikita Aleksandrowicz Czernow (ros. Никита Александрович Чернов, ur. 14 stycznia 1996 w Wołżskim) – rosyjski piłkarz grający na pozycji środkowego obrońcy. Od 2019 jest zawodnikiem klubu Krylja Sowietow Samara.

## Kariera klubowa
Swoją karierę piłkarską Czernow rozpoczął w rodzinnym mieście Wołżski, w tamtejszym klubie Eniergija Wołżski. W 2009 roku trafił do szkółki piłkarskiej CSKA Moskwa. W 2014 roku stał się członkiem pierwszego zespołu CSKA. 24 września 2014 zadebiutował w pierwszym zespole w wygranym 2:1 wyjazdowym meczu Pucharu Rosji z Chimikiem Dzierżyńsk. W sezonie 2014/2015, w którym zespół CSKA wywalczył wicemistrzostwo, nie zdołał zaliczyć debiutu w Priemjer-Lidze. W 2016 najpierw wypożyczono go do Bałtiki Kaliningrad, a następnie do Jenisieju Krasnojarsk. W sezonie 2017/2018 był wypożyczony do Urału Jekaterynburg. W 2019 przeszedł do Krylji Sowietow Samara.
| Sezon   | Klub                   | Kraj  | Rozgrywki        | Mecze | Bramki |
| ------- | ---------------------- | ----- | ---------------- | ----- | ------ |
| 2014/15 | CSKA Moskwa            | Rosja | Priemjer-Liga    | 0     | 0      |
| 2015/16 | CSKA Moskwa            | Rosja | Priemjer-Liga    | 0     | 0      |
| 2015/16 | Bałtika Kaliningrad    | Rosja | Pierwyj diwizion | 0     | 0      |
| 2016/17 | Jenisiej Krasnojarsk   | Rosja | Pierwyj diwizion | 28    | 0      |
| 2017/18 | Urał Jekaterynburg     | Rosja | Priemjer-Liga    | 13    | 0      |
| 2018/19 | CSKA Moskwa            | Rosja | Priemjer-Liga    | 11    | 0      |
| 2019/20 | Krylja Sowietow Samara | Rosja | Priemjer-Liga    | 23    | 1      |
| 2020/21 | Krylja Sowietow Samara | Rosja | Pierwyj diwizion | 30    | 2      |

## Kariera reprezentacyjna
Czernow ma w swojej karierze występy w młodzieżowych reprezentacjach Rosji. W 2013 roku wystąpił z reprezentacją Rosji U-17 na Mistrzostwach Europy U-17. Wraz z Rosją wywalczył mistrzostwo Europy. W 2015 roku zagrał wraz z reprezentacją U-19 na Mistrzostwach Europy U-19. Wystąpił na nich we wszystkich meczach Rosji, w tym także przegranym 0:2 finale z Hiszpanią.
W dorosłej reprezentacji Rosji Czernow zadebiutował 7 czerwca 2015 w wygranym 4:2 towarzyskim meczu z Białorusią, rozegranym w Chimki.

## Sukcesy

### CSKA Moskwa
- Superpuchar Rosji (2): 2014/15, 2018/19